# Gran Premio motociclistico d'Olanda 1966
Il Gran Premio d'Olanda fu il quarto appuntamento del motomondiale 1966.
Si svolse sabato 25 giugno 1966 sul circuito di Assen. Erano in programma tutte le classi.
Dominio Honda: la Casa dell'Ala d'Oro vinse quattro delle sei gare in programma (50 con Luigi Taveri, 250 e 350 con Mike Hailwood e 500 con Jim Redman). Nelle restanti gare, vinse Bill Ivy (Yamaha 125) e Fritz Scheidegger (BMW sidecar).
Nella gara della "mezzo litro" Giacomo Agostini portò al debutto la MV 500 tre cilindri. Altro debutto nella 50, dove fece il suo esordio la Bridgestone: l'azienda produttrice di pneumatici (e all'epoca anche di motocicli) si schierò con una bicilindrica due tempi.
La gara dei sidecar fu funestata dalla morte del britannico Norman Huntingford.

## Classe 500

### Arrivati al traguardo
| Pos. | Pilota            | Moto      | Tempo        | Punti |
| ---- | ----------------- | --------- | ------------ | ----- |
| 1    | Jim Redman        | Honda     | 1h 04' 28" 6 | 8     |
| 2    | Giacomo Agostini  | MV Agusta | +2" 2        | 6     |
| 3    | František Šťastný | Jawa-ČZ   | +1 giro      | 4     |
| 4    | John Cooper       | Norton    | +1 giro      | 3     |
| 5    | Stuart Graham     | Matchless | +1 giro      | 2     |
| 6    | Jack Findlay      | Matchless | +1 giro      | 1     |
| 7    | Gyula Marsovszky  | Matchless | +1 giro      |       |
| 8    | Fred Stevens      | Paton     | +1 giro      |       |
| 9    | Jack Ahearn       | Norton    | +1 giro      |       |
| 10   | Kel Carruthers    | Norton    | +1 giro      |       |
| 11   | Gustav Havel      | Jawa-ČZ   | +1 giro      |       |
| 12   | Dan Shorey        | Norton    | +1 giro      |       |
| 13   | Karl Hoppe        | Matchless | +1 giro      |       |
| 14   | Malcolm Stanton   | Norton    | +1 giro      |       |
| 15   | Godfrey Nash      | Norton    | +1 giro      |       |
| 16   | Rudolf Thalhammer | Norton    | +1 giro      |       |

### Ritirati
| Pilota           | Moto      | Motivo ritiro |
| ---------------- | --------- | ------------- |
| Billie Nelson    | Norton    |               |
| Roger Beaumont   | Norton    |               |
| Bert Oosterhuis  | Norton    |               |
| Walter Scheimann | Norton    |               |
| Ron Chandler     | Matchless |               |
| Lewis Young      | Matchless |               |
| Mike Hailwood    | Honda     | caduta        |
| Chris Conn       | Norton    |               |

## Classe 350

### Arrivati al traguardo
| Pos. | Pilota            | Moto      | Tempo        | Punti |
| ---- | ----------------- | --------- | ------------ | ----- |
| 1    | Mike Hailwood     | Honda     | 1h 09' 26" 4 | 8     |
| 2    | Giacomo Agostini  | MV Agusta | +45" 2       | 6     |
| 3    | Renzo Pasolini    | Aermacchi | +1 giro      | 4     |
| 4    | Stuart Graham     | AJS       | +1 giro      | 3     |
| 5    | Gustav Havel      | Jawa      | +1 giro      | 2     |
| 6    | František Šťastný | Jawa      | +1 giro      | 1     |
| 7    | Derek Woodman     | MZ        | +1 giro      |       |
| 8    | John Cooper       | Norton    | +1 giro      |       |
| 9    | Billie Nelson     | Norton    | +1 giro      |       |
| 10   | Kel Carruthers    | Norton    | +2 giri      |       |
| 11   | Malcolm Stanton   | Norton    | +2 giri      |       |
| 12   | Gilberto Milani   | Aermacchi | +2 giri      |       |
| 13   | Fred Stevens      | Paton     | +2 giri      |       |
| 14   | František Boček   | ČZ        | +2 giri      |       |
| 15   | Dan Shorey        | Norton    | +2 giri      |       |
| 16   | Godfrey Nash      | Norton    | +2 giri      |       |
| 17   | Roger Beaumont    | Norton    | +2 giri      |       |

## Classe 250

### Arrivati al traguardo
| Pos. | Pilota            | Moto    | Tempo     | Punti |
| ---- | ----------------- | ------- | --------- | ----- |
| 1    | Mike Hailwood     | Honda   | 58' 35" 8 | 8     |
| 2    | Phil Read         | Yamaha  | +1' 19" 6 | 6     |
| 3    | Jim Redman        | Honda   | +1' 45"   | 4     |
| 4    | Derek Woodman     | MZ      | +1 giro   | 3     |
| 5    | Bob Anderson      | Yamaha  | +1 giro   | 2     |
| 6    | Tommy Robb        | Bultaco | +1 giro   | 1     |
| 7    | Gyula Marsovszky  | Bultaco | +1 giro   |       |
| 8    | František Šťastný | Jawa    | +1 giro   |       |
| 9    | Kevin Cass        | Bultaco | +1 giro   |       |
| 10   | Eric Hinton       | Bultaco | +1 giro   |       |
| 11   | Bruce Beale       | Honda   | +1 giro   |       |
| 12   | Graham Dickson    | Bultaco | +1 giro   |       |
| 13   | Jim Curry         | Honda   | +2 giri   |       |
| 14   | Angelo Bergamonti | Paton   | +2 giri   |       |

## Classe 125

### Arrivati al traguardo
| Pos. | Pilota                | Moto    | Tempo     | Punti |
| ---- | --------------------- | ------- | --------- | ----- |
| 1    | Bill Ivy              | Yamaha  | 47' 30" 6 | 8     |
| 2    | Luigi Taveri          | Honda   | +2" 2     | 6     |
| 3    | Phil Read             | Yamaha  | +14" 9    | 4     |
| 4    | Hugh Anderson         | Suzuki  | +42" 3    | 3     |
| 5    | Akiyasu Motohashi     | Yamaha  | +2' 41" 4 | 2     |
| 6    | Mike Duff             | Yamaha  | +2' 48" 9 | 1     |
| 7    | Heinz Rosner          | MZ      | +3' 16" 8 |       |
| 8    | Cees van Dongen       | Honda   | +1 giro   |       |
| 9    | Walter Scheimann      | Honda   | +1 giro   |       |
| 10   | Lothar John           | Honda   | +1 giro   |       |
| 11   | Jim Curry             | Honda   | +1 giro   |       |
| 12   | Frank Perris          | Suzuki  | +1 giro   |       |
| 13   | Jürgen Karrenberg     | Bultaco | +1 giro   |       |
| 14   | Han Leenheer          | Honda   | +1 giro   |       |
| 15   | Lous van Rijswijk jr. | Bultaco | +2 giri   |       |

## Classe 50

### Arrivati al traguardo
| Pos. | Pilota               | Moto        | Tempo     | Punti |
| ---- | -------------------- | ----------- | --------- | ----- |
| 1    | Luigi Taveri         | Honda       | 29' 38" 2 | 8     |
| 2    | Ralph Bryans         | Honda       | +0" 3     | 6     |
| 3    | Hugh Anderson        | Suzuki      | +12" 4    | 4     |
| 4    | Hans-Georg Anscheidt | Suzuki      | +35" 6    | 3     |
| 5    | Yoshimi Katayama     | Suzuki      | +40" 8    | 2     |
| 6    | Isao Morishita       | Bridgestone | +1' 28" 8 | 1     |
| 7    | Ernst Degner         | Suzuki      | +2' 45" 6 |       |
| 8    | Jack Findlay         | Bridgestone | +3' 51" 4 |       |
| 9    | Martin Mijwaart      | Jamathi     | +1 giro   |       |

## Classe sidecar
Per le motocarrozzette si trattò della 92ª prova dall'istituzione della classe nel 1949. La gara si svolse su 14 giri, per un totale di 107,800 km.
Il giro più veloce fu di Fritz Scheidegger/John Robinson (BMW) in 3' 35" a 129,000 km/h.

### Arrivati al traguardo
| Pos | Pilota            | Passeggero          | Moto | Tempo     | Punti |
| --- | ----------------- | ------------------- | ---- | --------- | ----- |
| 1   | Fritz Scheidegger | John Robinson       | BMW  | 50' 41" 8 | 8     |
| 2   | Max Deubel        | Emil Hörner         | BMW  | +17"      | 6     |
| 3   | Otto Kölle        | Heinz Marquardt     | BMW  | +1' 42" 4 | 4     |
| 4   | Georg Auerbacher  | Eduard Dein         | BMW  | +1' 44" 2 | 3     |
| 5   | Siegfried Schauzu | Horst Schneider     | BMW  | +1' 46" 6 | 2     |
| 6   | Chris Vincent     | Terry Harrison      | BMW  | +2' 03" 8 | 1     |
| 7   | Klaus Enders      | Reinhold Mannischef | BMW  | +2' 37" 2 |       |
| 8   | Arsenius Butscher | Armgard Neumann     | BMW  | +3' 55" 8 |       |

## Fonti e bibliografia
- "Motor" n° 26 del 1º luglio 1966, pag. 669, su motorracehistorie.nl. URL consultato il 15 giugno 2011 (archiviato dall'url originale il 4 marzo 2016).
- Risultati della 500 su autosport.com, su autosport.com.